# ラムザウアー・タウンゼント効果
ラムザウアー・タウンゼント効果（英語:Ramsauer–Townsend effect）あるいはラムザウアー効果、タウンゼント効果は希ガスの原子にエネルギーの低い電子による散乱に関する物理現象である。この現象の説明には量子力学の波動理論が必要であるため、ニュートン力学よりも進んだ理論が必要であるということが示される。

## 定義
電子が気体中を動くとき、気体原子との相互作用によって散乱が起こる。この現象は、原子が励起したりイオン化したりする散乱を非弾性散乱、それらが起こらない散乱を弾性散乱という。
このような系での散乱の確率は単位電流、単位長さ、0°Cでの単位圧力、単位立体角あたりの電子散乱の数で定義される。電子の衝突数は全ての角度で非弾性衝突あるいは弾性衝突した電子の総数に等しく、衝突確率は衝突総数を電流、長さ、0°Cの圧力で割ったものである。
希ガス原子は第1イオン化エネルギーが比較的高く、電子は希ガスの電子状態を励起状態に遷移させるのに十分なエネルギーを持っていないため、原子のイオン化や励起は起こりにくく、全体における弾性散乱の確率は衝突確率にほぼ等しい。

## 解説
この効果は1920年代はじめに低エネルギー電子と原子の衝突について研究していたカール・ラムザウアー (1879-1955)とジョン・タウンゼント (1868-1957)にちなんで名付けられた。
電子と、剛体球とみなせる原子の衝突確率を古典力学モデルで予測しようとすると、衝突確率は入射する電子のエネルギーには依存しないはずである（Kukolichの著書を参照）。しかし、ラムザウアーとタウンゼントは、アルゴンやクリプトン、キセノン中で低速で動く電子が気体原子と衝突する確率は、電子がある運動エネルギーを取るときに最小になることを発見した（キセノン中ではおよそ1電子ボルトである。）これがラムザウアー・タウンゼント効果である。
量子力学が提唱されるまで、この現象をうまく説明することはできなかった。量子力学によって、この効果が電子の波動性によってもたらされることが説明された。波動理論を用いた単純な衝突モデルによってラムザウアー・タウンゼント最小値の存在を予測できるようになった。デヴィッド・ボームは原子をポテンシャル井戸と考えたモデルを提唱した。
この理論からラムザウアー・タウンゼント最小値をとる運動エネルギーを予測するのは、粒子の波動性の理解が関わるため複雑である。しかしこの問題は実験的、理論的によく理解されている（ジョンソン、ゲー(Guet)参照）。
1970年、ミハウ・グリジンスキー（Gryzinski）は、自身の自由落下原子モデルを適用し、原子を電場中で振動している多重極展開（双極子、四極子、八極子）とみなすことでラムザウアー効果に古典的な説明を与えた。 